# Tredici (personaggio)
Remy Beauregard Hadley, soprannominata Tredici, è un personaggio fittizio della serie televisiva statunitense Dr. House - Medical Division, interpretato da Olivia Wilde. Tredici fa parte del nuovo team di diagnostica formato da Gregory House dopo il licenziamento della sua vecchia squadra alla fine della terza stagione. Il suo personaggio viene inizialmente presentato come molto schivo e riservato, al punto che i suoi colleghi, non conoscendone il nome, la chiamano semplicemente "Tredici", ovvero il numero assegnatole durante la gara indetta da House per la ricerca della sua nuova squadra. Il suo cognome viene svelato alla fine della quarta stagione della serie, mentre il suo nome durante la quinta stagione.

## Caratteristiche
Nell'arco di tutta la serie Tredici si rivela essere abbastanza riluttante all'idea di parlare di se stessa. Incuriosito, House prova a carpire quale possa essere il suo grande segreto e le chiede se sia "figlia di un padre alcolizzato", domanda alla quale lei risponde con un secco "sbagliato di nuovo". Nell'episodio "Sindrome dello specchio", un paziente affetto dalla sindrome di Giovannini le mostra come sia "spaventata" dal restare da sola con sé stessa. 
Il mistero viene svelato durante l'ottavo episodio della quarta stagione, in cui racconta a House che sua madre è morta a causa della malattia di Huntington e che non desidera sapere se anche lei è portatrice dello stesso: il non saperlo, spiega, le permette di dare il massimo anche nelle cose in cui crede di non essere abbastanza competente. House, con un sotterfugio, riesce a ottenere un campione del suo DNA per eseguire il test di conferma, ma alla fine, con risultati alla mano e in busta chiusa, decide di buttarli via senza consultarli. 
Il finale di stagione svela che è portatrice della malattia di Huntington. Nel quinto episodio della quinta stagione (Tredici porta fortuna) si scopre che le restano all'incirca dieci anni prima di morire.
In Il lato più tenero prende particolarmente a cuore un bambino affetto da mosaicismo e, contro la volontà dei genitori, gli rivela la verità.
Anche la sua sessualità è ambigua, al punto che Foreman e House ne hanno ipotizzato la bisessualità. I loro sospetti verranno poi confermati nel quinto episodio della quinta stagione. Anche per questo è una delle più bersagliate dalle frecciate di House; viene licenziata due volte, in Tredici porta fortuna e in Infedele.

## Infanzia
Nell'episodio Dolci chili di troppo, grazie a tre flashback, si vengono a conoscere dettagli importanti sull'infanzia di Tredici, in particolare il suo rapporto con i genitori. All'età di nove anni Remy osserva la madre Anne mentre la malattia di quest'ultima, ovvero la malattia di Huntington, si fa sempre più manifesta: ha delle strane torsioni lungo tutto il corpo, grida di continuo, ha alterazioni della personalità, per esempio sgrida la figlia senza una ragione precisa. Il padre John aiuta in tutti i modi la moglie e al tempo stesso cerca di tranquillizzare Remy, spiegandole che quello che la madre fa non è di sua volontà ma è dovuto alla sua malattia e che il suo cervello si sta rimpicciolendo. Tuttavia la bambina, nonostante queste spiegazioni, odia la madre e non sopporta la sua anormalità. 
Così presto la madre incomincia a peggiorare e il marito è costretto a ricoverarla. Prima di partire per l'ospedale John invita la figlia a salutare probabilmente per l'ultima volta la madre (poiché la demenza le avrebbe impedito presto di riconoscere chiunque), dicendole che se non l'avesse fatto si sarebbe poi pentita per il resto della vita, ma Remy, sempre in collera con la madre e i suoi rimproveri, si rifiuta in tutti i modi di parlarle e di salutarla. Poco tempo dopo Anne muore, senza mai aver ricevuto l'ultimo addio dalla figlia.
Da adulta Remy, che scopre di aver ereditato la malattia della madre, si rende conto della triste condizione di Anne e, come aveva predetto il padre, rimpiange enormemente il suo comportamento nei confronti della madre che invece avrebbe avuto bisogno del suo amore, tanto che è turbata da ogni ricordo della sua infanzia.

## Biografia
In 97 secondi, Tredici diagnostica correttamente a un paziente disabile lo strongiloide e lo tratta con l'ivermectina. Ma il paziente non riesce a prendere le pillole perché il suo cane da accompagnamento le mangia prima che lui possa assumerle: il risultato è la morte di entrambi. House la rimprovera per non essersi assicurata che il paziente prendesse il farmaco, ma non la licenzia perché è sicuro che non commetterà lo stesso errore due volte. Al termine della gara indetta per trovare la nuova squadra di House, la Cuddy dice che, visto che House ha già Foreman per la sua squadra, può assumere soltanto altre due persone. Così House licenzia Tredici e Amber Volakis sostenendo che Chris Taub e Lawrence Kutner sono i più adatti: in realtà House sa che la Cuddy vorrebbe almeno un medico di sesso femminile all'interno del team e fa in modo che sia lei, contrariata dalla scelta di un team di soli uomini, ad assumere anche la dottoressa Hadley.
Come dichiarato da Tredici nell'episodio Tredici porta fortuna, dopo aver scoperto di essere affetta dalla malattia di Huntington rimane intontita per qualche giorno, poi passa settimane a casa a piangere, successivamente (come confermato nell'episodio La morte cambia tutto) si riprende parzialmente e con l'intenzione di voler fare qualcosa di importante nel suo lavoro nei pochi anni che le restano da vivere.
Tuttavia, non avendo raggiunto la corretta diagnosi e non avendo in nessun modo influito sul comportamento della paziente che continua a sottomettersi al proprio capo (sempre nell'episodio La morte cambia tutto), la dottoressa arriva ad avere sfiducia nei propri ideali adottati per affrontare ottimisticamente la futura morte. Viene così assalita dalla rabbia, cerca di convincersi dell'insignificanza della propria sorte e incomincia a condurre una vita sregolata: incomincia ad abbordare belle ragazze per delle "sveltine senza impegno", al riguardo afferma di essere "una cui non piacciono le repliche"; in questo modo cerca di vivere la sua vita il più intensamente possibile; nello stesso lasso di tempo ha incominciato ad assumere cocaina. Cade così (come dimostrato nell'episodio Tredici porta fortuna) in uno stato di disperazione, solitudine e vacuità.
Sarà Foreman a fare riemergere Tredici dal "processo autodistruttivo" (come lo chiama House) che aveva intrapreso. Il brillante neurologo, infatti, la inserisce in un trial clinico riguardante la malattia di Huntington. Durante il trial, Remy conosce una povera donna affetta dall'Huntington in fase avanzata, ma scopre anche di provare un interesse sentimentale per il collega: alla fine i due si baciano appassionatamente e si fidanzano.
Ne Il bene più grande una trasgressione di Foreman al protocollo del trial le fa sviluppare un tumore al cervello, da cui guarisce grazie a una radioterapia; poco dopo perdona il collega, anche se viene espulsa dalla sperimentazione; in Infedele House minaccia di licenziare lei o Foreman se non avessero interrotto la relazione: dopo vari litigi e sacrifici, i due fingono di lasciarsi; House, che ha capito il trucco, non la caccia comunque.

Fra i membri dell'ospedale, Tredici è forse la più scioccata dalla morte di Kutner: quando lo vede sul pavimento viene colta da una crisi isterica; poco dopo, mentre sta discutendo con il resto del team, ha gli occhi arrossati, cosa che fa supporre che abbia pianto; inoltre decide di dare personalmente la notizia ai genitori adottivi del defunto, che elogia varie volte per la bravura; vuole passare del tempo con Foreman. Questi inizialmente preferisce stare solo, ma dopo il funerale di Kutner si riavvicina a Tredici. Nella sesta stagione il neurologo ottiene temporaneamente il posto di House come caporeparto e finisce per licenziare Tredici, a causa del fatto che non riesce a essere il suo superiore e al contempo il suo fidanzato, e i due alla fine si lasciano. Quando House riprende le sue mansioni la fa riassumere e, nonostante le iniziali difficoltà con Eric, i due medici decidono di rimanere buoni amici. Nel primo episodio della settima stagione E adesso? Tredici se ne va senza dare spiegazioni, il mistero viene risolto nell'episodio Indagine, in cui House scopre che Remy ha passato l'ultimo anno in un carcere per un motivo ignoto. Durante una conversazione con Tredici, House capisce che la donna aveva un fratello, colpito anch'egli dalla malattia di Huntington, a quel punto comprende che il motivo per il quale Tredici è finita in prigione è perché ha effettuato illegalmente l'eutanasia al fratello. Dopo aver scontato la sua condanna in prigione, la dottoressa viene riassunta da House, che le promette che quando sarà il momento sarà lui a effettuarle l'eutanasia. Nell'ultima stagione Tredici si trova una compagna e nell'ultimo episodio Tutti muoiono come tutti gli altri crede che House sia morto in un incendio (in realtà il medico è ancora vivo, ha simulato una morte per non finire in prigione per vandalismo) e al funerale nel suo elogio funebre fa capire a tutti quanto avesse apprezzato l'offerta dell'ex capo di effettuare per lei l'eutanasia.

## Creazione del personaggio
Insieme con i colleghi attori Peter Jacobson, Kal Penn e Anne Dudek, Olivia Wilde non sapeva che sarebbe stata nel cast fino a che non lesse la sceneggiatura del telefilm. Ciò, a detta dei produttori, rese migliore la loro interpretazione dell'episodio Giochi. Il nome di Tredici era originariamente destinato a essere rivelato nel corso della storia, ma il team di produzione ha deciso di non farlo. Il nome del personaggio di Tredici è ufficialmente su tutti i documenti, tra cui anche i fogli di convocazione, indicato esclusivamente con la semplice parola Tredici per collegarsi scherzosamente con il tormentone all'interno della trama tra Tredici e House secondo il quale a House basterebbe semplicemente controllare il suo file per trovare il suo nome. La Wilde descrive Tredici come un "grande scrigno di segreti", uno di questi è la possibilità della malattia di Huntington.
Tredici è stata spesso paragonata, a volte negativamente, con Allison Cameron, la precedente protagonista femminile della squadra di House. Anche l'attrice Jennifer Morrison che interpreta Cameron fa questo paragone. La Wilde invece descrive Tredici come "quasi l'opposto" di Cameron, che è "compassionevole ed emotiva", e ha spiegato la somiglianza tra i personaggi relativa ai compiti che House ha assegnato alle due, e che "con due donne in una serie, il confronto nasce spontaneo".